# Eri Cahyadi
Eri Cahyadi (sinh ngày 27 tháng 5 năm 1977) là chính trị gia và công chức người Indonesia, hiện là thị trưởng Surabaya từ ngày 26 tháng 2 năm 2021. Ông được bầu trong cuộc bầu cử thị trưởng Surabaya năm 2020.

## Sự nghiệp
Cahyadi tốt nghiệp bằng kỹ thuật dân dụng tại Viện Công nghệ Sepuluh Nopember năm 1999, sau 2 năm làm việc khi là chuyên viên tham vấn ông bắt đầu làm việc cho chính quyền thành phố Surabaya vào năm 2001. Cha mẹ ông trước đây từng là quan chức chính phủ.
Đến năm 2011, Cahyadi được thăng chức làm trưởng ban quy hoạch đô thị và nhà ở công cộng của chính quyền thành phố, vào năm 2018, ông được bổ nhiệm làm trưởng ban quy hoạch phát triển thành phố, ngoài việc đứng đầu ban vệ sinh và không gian công cộng. Để tranh cử trong cuộc bầu cử thị trưởng năm 2020, Cahyadi đã từ chức công chức và trở thành cán bộ của PDI-P. Cahyadi được thị trưởng đương nhiệm Tri Rismaharini ủng hộ, thắng cử với hơn 57 phần trăm phiếu bầu.